# يوسف شيكلوفسكي
يوسف شيكلوفسكي مواليد 1 تموز 1916 في أوكرانيا توفي في 3 أذار 1985 في موسكو و هو فلكي سوفيتي و هو معروف في نظرياته في الفيزياء الفلكية و أصبح عضو في الأكاديمية السوفيتية للعلوم سنة 1966.
تخصص في الفيزياء الفلكية النظرية وعلم الفلك الراديوي ، وكذلك اهتم بدراسة هالة الشمس والمستعرات العظيمة والأشعة الكونية وأصولها. وأوضح ، في 1946 ، ان الإشعاع الراديوي القادم من الشمس ينبعث من الطبقات المتأينة من الهالة الشمسية ، كما طور طريقة رياضية للتمييز بين الرياضي موجات الراديو الحرارية والغير حرارية في درب التبانة. كما عرف من خلال اقتراحه أن الإشعاع القادم من سديم السرطان هو نتيجة للإشعاع السنكروتروني . اقترح أن الأشعة الكونية الناتجة من انفجارات المستعرات العظيمة على مسافة 300 سنة ضوئية من الشمس يمكن أن تكون مسؤولة عن انقراض الجماعي للحياة على الأرض.
درس سنة 1959 حركة المداريةللقمر المريخ فوبوس وخلص إلى أن مداره يضمحل و رأى أن هذا نتيجة الاحتكاك مع غلاف المريخ و خلص إلى نتيجة أنه أجوف من الداخل و ربما من أصل صناعي. إلا أن هذا التفسير تضحضه دراسات أخرى.
في 1967 و قبل اكتشاف النجوم النابضة ، بحث عن مصدر الأشعة السينية المنبعثة من برج العقرب العاشر - 1 ، وخلصت إلى أن الإشعاع يأتي من النجم النيوتروني.
سمي الجرم شيكلوفسكي 2849 في حزام الكويكبات الرئيسي على شرفه